# Festival Internacional de Cine de Montreal

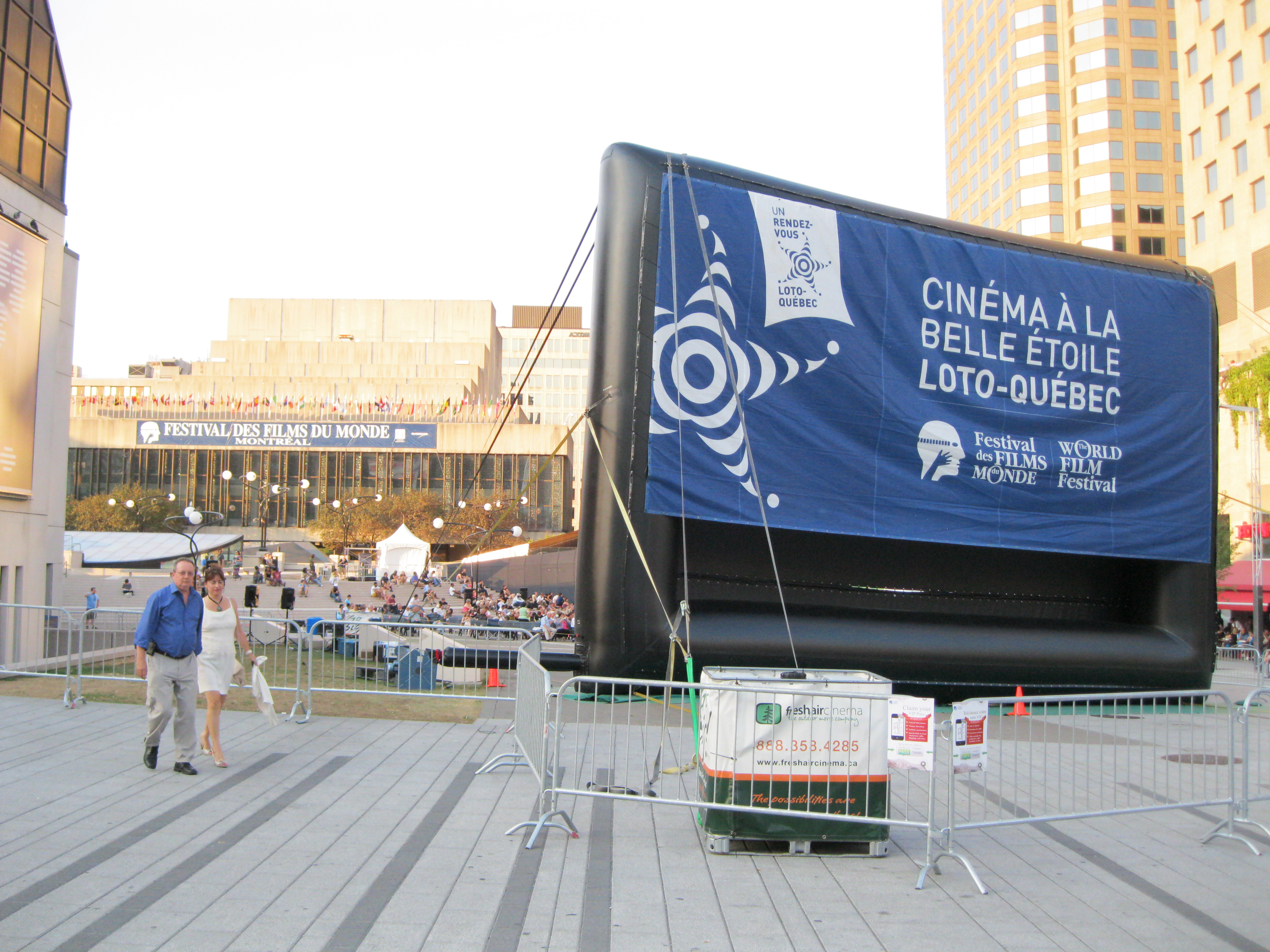
Festival des Films du Monde de Montréal (Festival Internacional de Cine de Montreal)

El Festival Internacional de Cine de Montreal (Montreal World Film Festival (WFF) / Festival des Films du Monde de Montréal (FFM)) es un festival de cine realizado en Canadá desde 1977, aunque se otorgan premios desde 1978. La mayor distinción de este certamen es el de la "World Competition" o categoría oficial del certamen, denominado en la actualidad "Gran Premio de las Américas" (Grand Prix des Amériques).
A diferencia del Festival Internacional de Cine de Toronto, este es uno de los 15 festivales reconocidos en todo el mundo como de «categoría A» por la FIAPF (Federación Internacional de Asociaciones de Productores Cinematográficos).

## Galardones
- Gran premio de las Américas

Gran Premio especial del jurado
- Mejor director
- Mejor actriz
- Mejor actor
- Mejor guion
- Mejor contribución artística
- Premio a la innovación
- Premio Zenith al mejor largometraje de ficción (dorado, plateado y bronce)
- Cortometrajes (1.er Premio y Premio del Jurado)

Además, el público que va al festival vota por las películas que más les gustaron en diferentes categorías:
- Premio People's Choice
- Premio a la película canadiense más popular
- Premio Glauber Rocha a la mejor película de América Latina
- Premio al mejor documental
- Premio al mejor cortometraje canadiense.

| Ganadores del Gran Premio de las Américas (1978-2017) | Ganadores del Gran Premio de las Américas (1978-2017) | Ganadores del Gran Premio de las Américas (1978-2017) | Ganadores del Gran Premio de las Américas (1978-2017) |
| Año                                                   | Título                                                | Director(es)                                          | País(es)                                              |
| ----------------------------------------------------- | ----------------------------------------------------- | ----------------------------------------------------- | ----------------------------------------------------- |
| 1978                                                  | Ligabue                                               | Salvatore Nocita                                      | Italia                                                |
| 1979                                                  | 1+1=3                                                 | Heidi Genee                                           | Alemania                                              |
| 1980                                                  | The Stunt Man                                         | Richard Rush                                          | Estados Unidos                                        |
| 1980                                                  | Fontamara                                             | Carlo Lizzani                                         | Italia                                                |
| 1981                                                  | The Chosen                                            | Jeremy Paul Kagan                                     | Estados Unidos                                        |
| 1982                                                  | Brimstone and Treacle                                 | Richard Loncraine                                     | Reino Unido                                           |
| 1982                                                  | Tiempo de revancha                                    | Adolfo Aristarain                                     | Argentina                                             |
| 1983                                                  | Mikan no taikyoku                                     | Junya Sato y Duan Jishun                              | China Japón                                           |
| 1984                                                  | El Norte                                              | Gregory Nava                                          | Estados Unidos                                        |
| 1985                                                  | Padre nuestro                                         | Francisco Regueiro                                    | España                                                |
| 1986                                                  | 37°2 le matin                                         | Jean-Jacques Beineix                                  | Francia                                               |
| 1987                                                  | Kenny - The Kid Brother                               | Claude Gagnon                                         | Canadá · Estados Unidos · Japón                       |
| 1988                                                  | La Lectrice                                           | Michel Deville                                        | Francia                                               |
| 1989                                                  | S.E.R. - Svoboda eto rai                              | Serguéi Bodrov                                        | Unión Soviética                                       |
| 1990                                                  | Caídos del cielo                                      | Francisco Lombardi                                    | España · Perú                                         |
| 1991                                                  | Salmonberries                                         | Percy Adlon                                           | Alemania                                              |
| 1992                                                  | El lado oscuro del corazón                            | Eliseo Subiela                                        | Argentina · Canadá                                    |
| 1993                                                  | Trahir                                                | Radu Mihaileanu                                       | Francia · Rumania                                     |
| 1994                                                  | Once Were Warriors                                    | Lee Tamahori                                          | Nueva Zelanda                                         |
| 1995                                                  | Georgia                                               | Ulu Grosbard                                          | Estados Unidos Francia                                |
| 1996                                                  | Different for Girls                                   | Richard Spence                                        | Francia Reino Unido                                   |
| 1997                                                  | Bacheha-Ye aseman                                     | Majid Majidi                                          | Irán                                                  |
| 1998                                                  | The Quarry                                            | Marion Hänsel                                         | Bélgica · España · Reino Unido · Países Bajos         |
| 1998                                                  | Vollmond                                              | Fredi M. Murer                                        | Alemania · Francia · Suiza                            |
| 1999                                                  | Rang-e khoda                                          | Majid Majidi                                          | Irán                                                  |
| 2000                                                  | Le Goût des autres                                    | Agnès Jaoui                                           | Francia                                               |
| 2000                                                  | Innocence                                             | Paul Cox                                              | Australia                                             |
| 2001                                                  | Baran (Lluvia)                                        | Majid Majidi                                          | Irán                                                  |
| 2001                                                  | Torzók                                                | Árpád Sopsits                                         | Hungría                                               |
| 2002                                                  | Il Più bel giorno della mia vita                      | Cristina Comencini                                    | Reino Unido · Italia                                  |
| 2003                                                  | Kordon                                                | Goran Markovic                                        | Serbia y Montenegro                                   |
| 2004                                                  | The Syrian Bride                                      | Eran Riklis                                           | Alemania · Francia · Israel                           |
| 2005                                                  | Off Screen                                            | Pieter Kuijpers                                       | Países Bajos · Bélgica                                |
| 2006 ex-æquo                                          | Une Longue Marche (Nagai Sanpo)                       | Eiji Okuda                                            | Japón                                                 |
| 2006 ex-æquo                                          | Le Plus Grand Amour du monde (O Maior Amor Do Mundo)  | Carlos Diegues                                        | Brasil                                                |
| 2007 ex-æquo                                          | BenX                                                  | Nic Balthazar                                         | Bélgica                                               |
| 2007 ex-æquo                                          | Un secret                                             | Claude Miller                                         | Francia                                               |
| 2008                                                  | Okuribito (Départs)                                   | Yōjirō Takita                                         | Japón                                                 |
| 2009                                                  | Korkoro (Libertad)                                    | Tony Gatlif                                           | Francia                                               |
| 2010                                                  | Adem (Aliento)                                        | Hans Van Nuffel                                       | Bélgica                                               |
| 2011                                                  | Hasta la vista                                        | Geoffrey Enthoven                                     | Bélgica                                               |
| 2012                                                  | Atesin Dustugu Yer (Donde el fuego arde)              | Ismail Gunes                                          | Turquía                                               |
| 2013                                                  | Life feels good                                       | Maciej Pieprzyca                                      | Polonia                                               |
| 2014                                                  | Obediencia perfecta                                   | Luis Urquiza                                          | México                                                |
| 2015                                                  | Fou d'amor                                            | Philippe Ramos                                        | Francia                                               |
| 2016                                                  | Ustav Republike Hrvatske                              | Rajko Grlić                                           | Croacia                                               |
| 2017                                                  | ...Y de pronto el amanecer                            | Silvio Caiozzi                                        | Chile                                                 |